# 森宮野原站

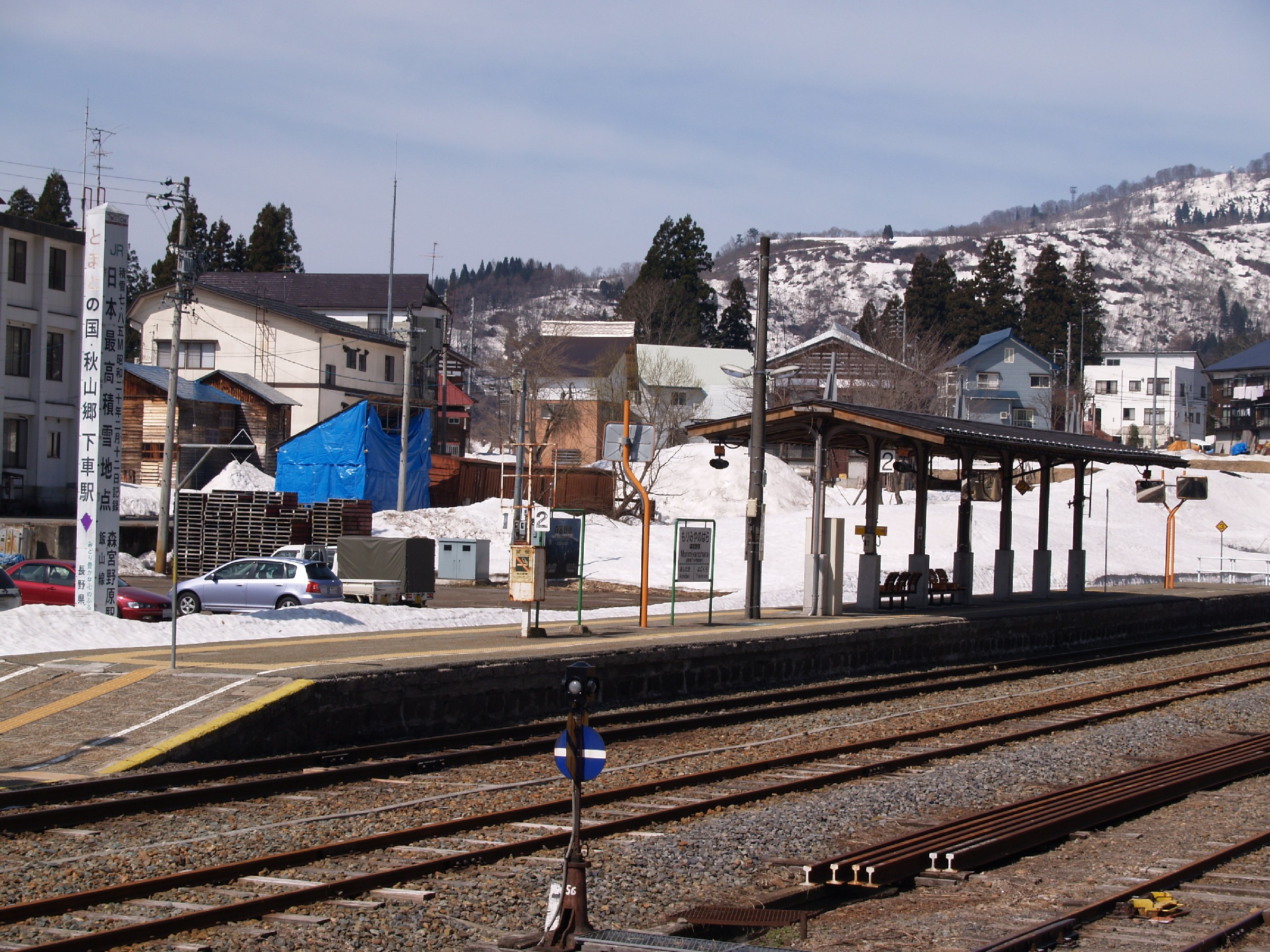
月台（2010年4月）

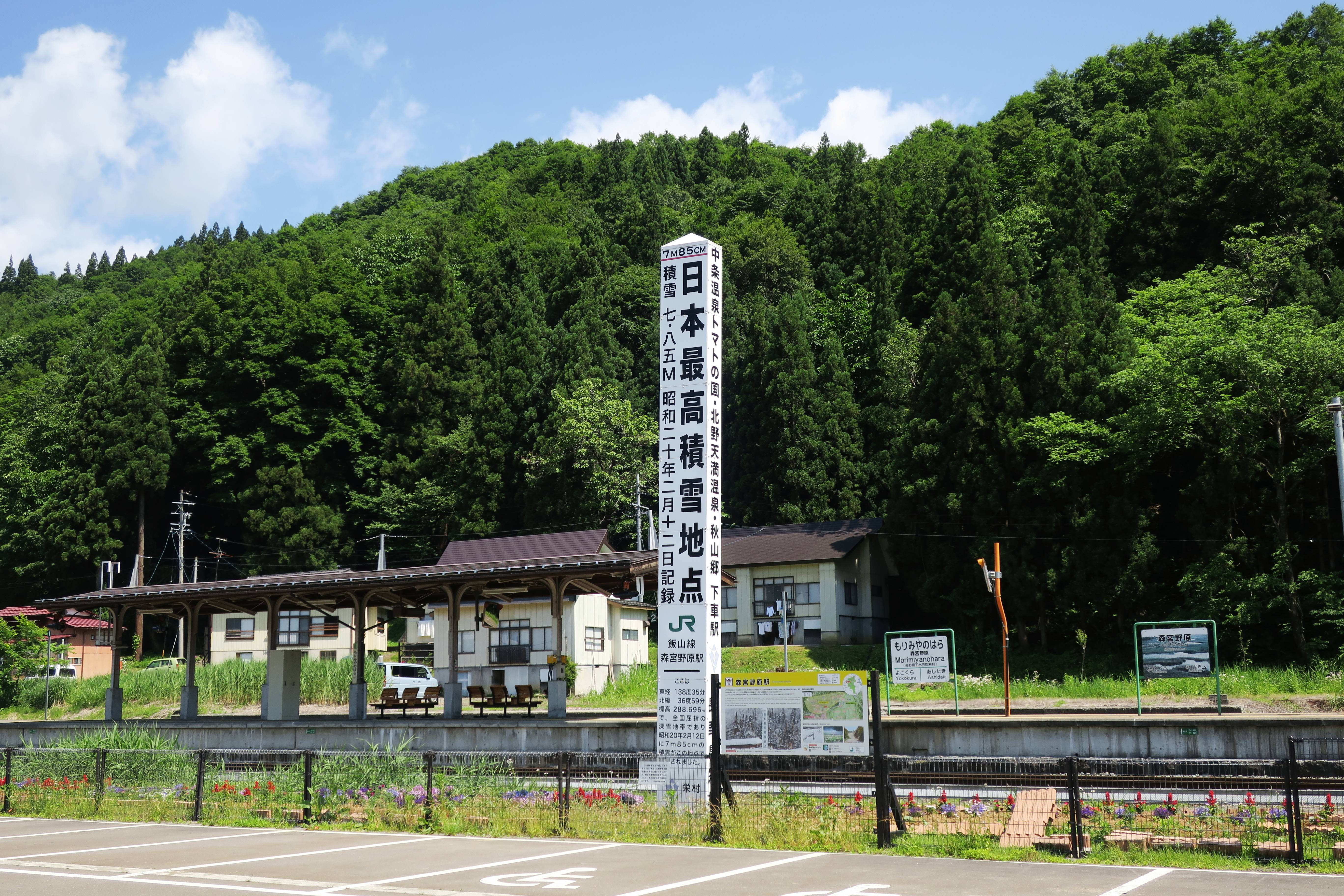
JR日本最高積雪地點標柱

森宮野原站（日语：／ Morimiyanohara eki */?）是位於長野縣下水内郡榮村大字北信，東日本旅客鐵道（JR東日本）的飯山線車站。
此站是長野縣最北車站，鄰接新潟縣界 。在2010年4月1日起，分社邊界經過修改，包括此站在內，往飯山方向由長野分社管轄，往津南方向由新潟分社管轄。

## 歷史
- 1925年（大正14年）11月19日：飯山鐵道 西大瀧站至此站之間開通，此站啟用[1]。
- 1927年（昭和2年）11月6日：飯山鐵道 此站至越後外丸站（現時為津南站）之間開業[3]。
- 1944年（昭和19年）6月1日：隨著飯山鐵道國有化，飯山鐵道編入至運輸通信省（後來為日本國有鐵道）飯山線[4]。
- 1987年（昭和62年）4月1日：伴隨國鐵分割民營化，車站由東日本旅客鐵道（JR東日本）營運。
- 1995年（平成7年）3月15日：飯山線CTC化，此站成為簡易委託車站[5][6]。
- 2003年（平成15年）9月：第一代車站大樓拆毀，開始建設第二代車站大樓[5]。
- 2004年（平成16年）
  - 3月30日：第二代車站大樓竣工[7]。
  - 4月1日：車站大樓啟用[2][7]。
  - 12月1日：設置POS終端。
- 2011年（平成23年）
  - 3月12日：發生長野縣北部地震，使部分月台崩塌受損，戶狩野澤溫泉站至十日町站之間暫停服務。
  - 4月29日：服務重開。

### 車站名稱的由來
此站位於長野縣和新潟縣的邊界附近。而車站名稱取自長野縣一方，榮村北信的小字「森」，和新潟縣一方，津南町上鄉的小字「宮野原」合二為一。

## 車站構造
車站是一座地面車站，設有1面2線的島式月台、側線和1面1線的貨物月台（通常不會使用）。車站大樓位於月台南面，月台與大樓之間設有站內平交道連接。
此站由於設有電氣路籤（牌）閉塞的系統，因此整日就有車站職員當值。同時在飯山線CTC化時，此站成為簡易委託車站（由飯山站管理）。此站可發售常備券和補充券，在2004年設置了POS終端。在車站啟用當初設有木造車站大樓，後來於2003年至2004年之間進行工程，在2004年4月第二代車站大樓啟用，大樓內同設設有交流館。此站設有2列列車夜間停泊。
此站在1945年（昭和20年）2月12日曾經錄到7.85m的積雪，在横倉一方的月台端設有測量儀。在1990年1月，於站內設置了JR日本最高積雪地點標柱。

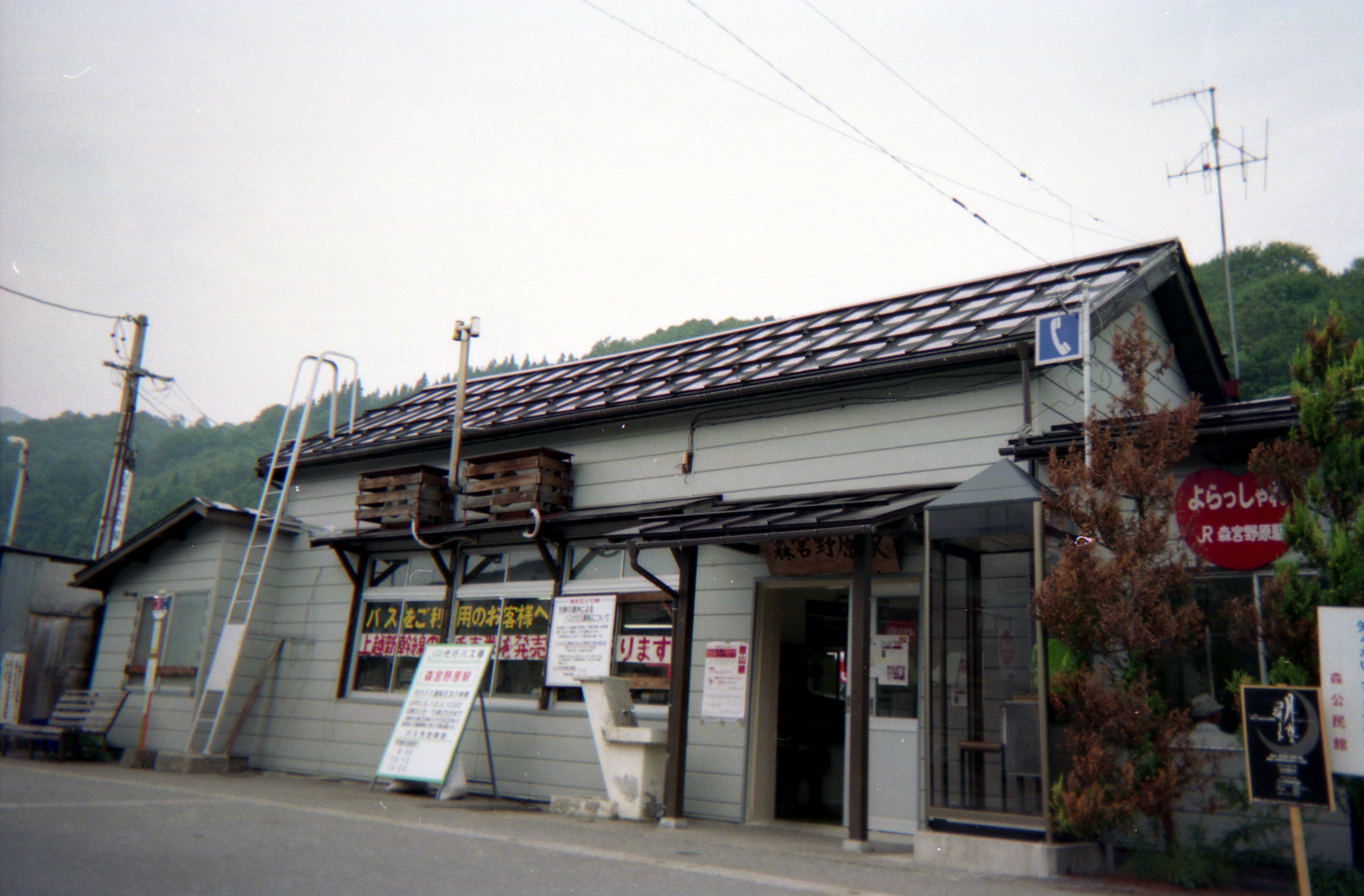
翻新前的車站大樓（1994年）
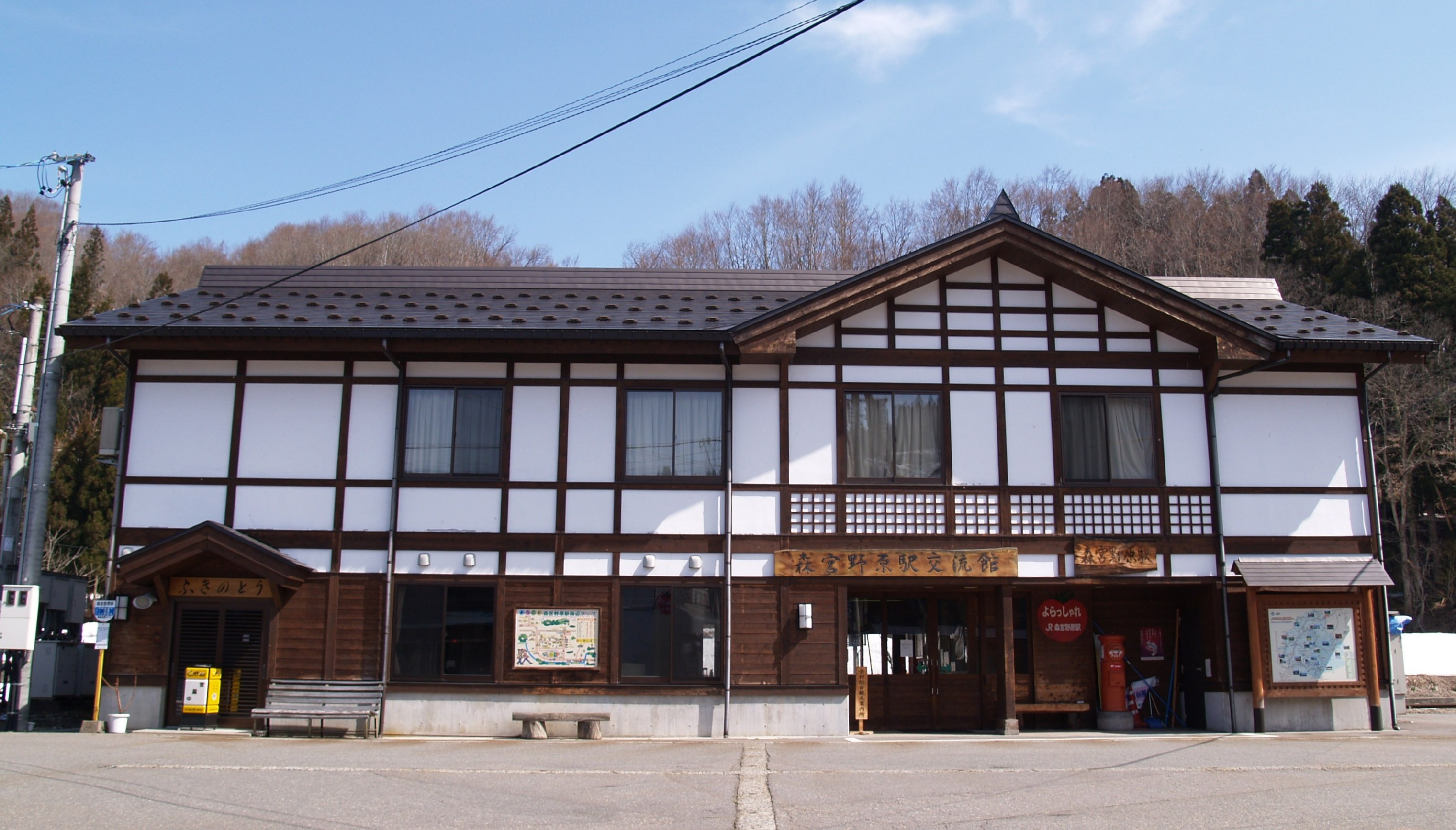
翻新後的車站大樓（2010年）

### 月台
| 月台 | 路線    | 上下行 | 方向         |
| ---- | ------- | ------ | ------------ |
| 1    | ■飯山線 | 上行   | 長野方向     |
| 2    | ■飯山線 | 下行   | 越後川口方向 |

參考

## 使用狀況
根據「JR東日本」資料，在2019年度（令和元年度）1日平均乘車人次為28人。
以下為近年乘車人次變化。
| 乘車人次變化       | 乘車人次變化     | 乘車人次變化    |
| 年度               | 1日平均 乘車人次 | 參考資料        |
| ------------------ | ---------------- | --------------- |
| 2000年（平成12年） | 76               | [ 利用客数 2 ]  |
| 2001年（平成13年） | 74               | [ 利用客数 3 ]  |
| 2002年（平成14年） | 75               | [ 利用客数 4 ]  |
| 2003年（平成15年） | 70               | [ 利用客数 5 ]  |
| 2004年（平成16年） | 84               | [ 利用客数 6 ]  |
| 2005年（平成17年） | 70               | [ 利用客数 7 ]  |
| 2006年（平成18年） | 80               | [ 利用客数 8 ]  |
| 2007年（平成19年） | 72               | [ 利用客数 9 ]  |
| 2008年（平成20年） | 92               | [ 利用客数 10 ] |
| 2009年（平成21年） | 85               | [ 利用客数 11 ] |
| 2010年（平成22年） | 83               | [ 利用客数 12 ] |
| 2011年（平成23年） | 71               | [ 利用客数 13 ] |
| 2012年（平成24年） | 67               | [ 利用客数 14 ] |
| 2013年（平成25年） | 60               | [ 利用客数 15 ] |
| 2014年（平成26年） | 45               | [ 利用客数 16 ] |
| 2015年（平成27年） | 43               | [ 利用客数 17 ] |
| 2016年（平成28年） | 40               | [ 利用客数 18 ] |
| 2017年（平成29年） | 39               | [ 利用客数 19 ] |
| 2018年（平成30年） | 34               | [ 利用客数 20 ] |
| 2019年（令和元年） | 28               | [ 利用客数 1 ]  |

## 車站周邊
- 榮村公所[2]
- 榮村震災復興禮堂「絆」（榮村森宮野原站前綜合設施）[9]
- 加油榮村 站前店[10]
- 國道117號（日语：国道117号）
- 道之驛信越榮（日语：道の駅信越さかえ）[2]
- 角萬食堂 - 森宮野原站旁
- 中條溫泉 蕃茄之國（日语：中条温泉 トマトの国）[2]

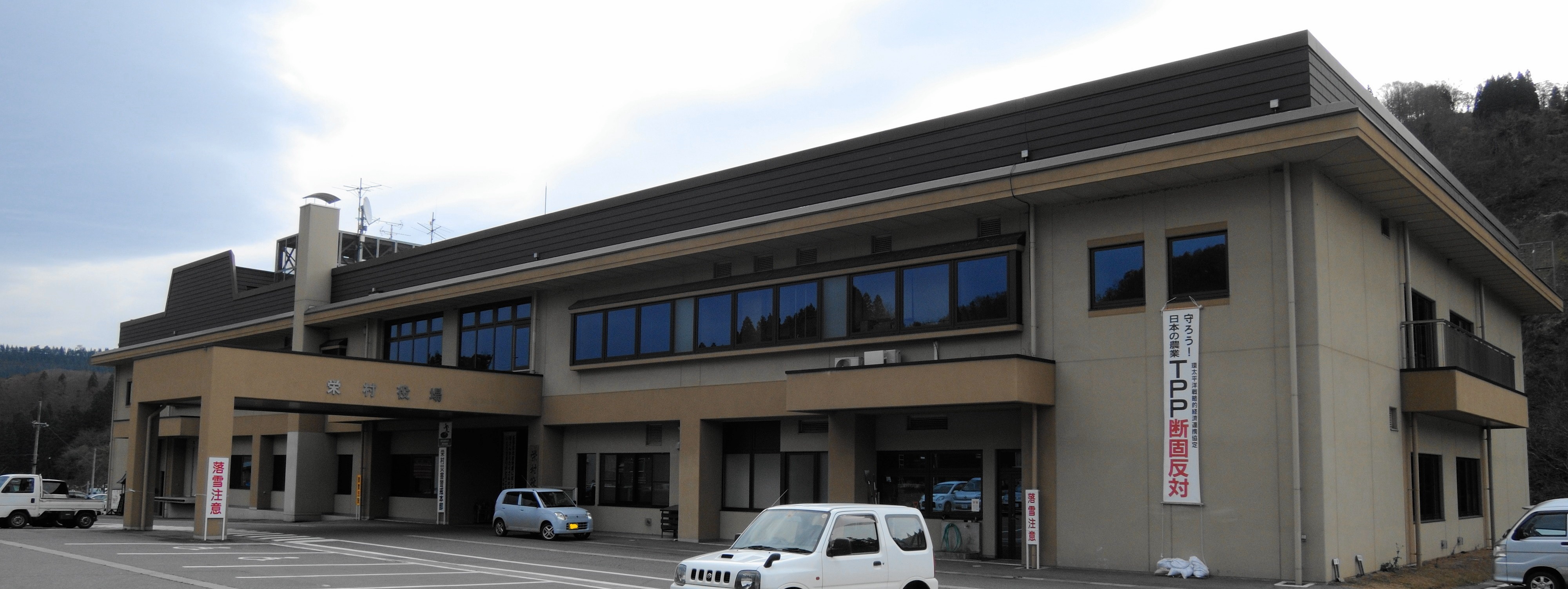
榮村公所
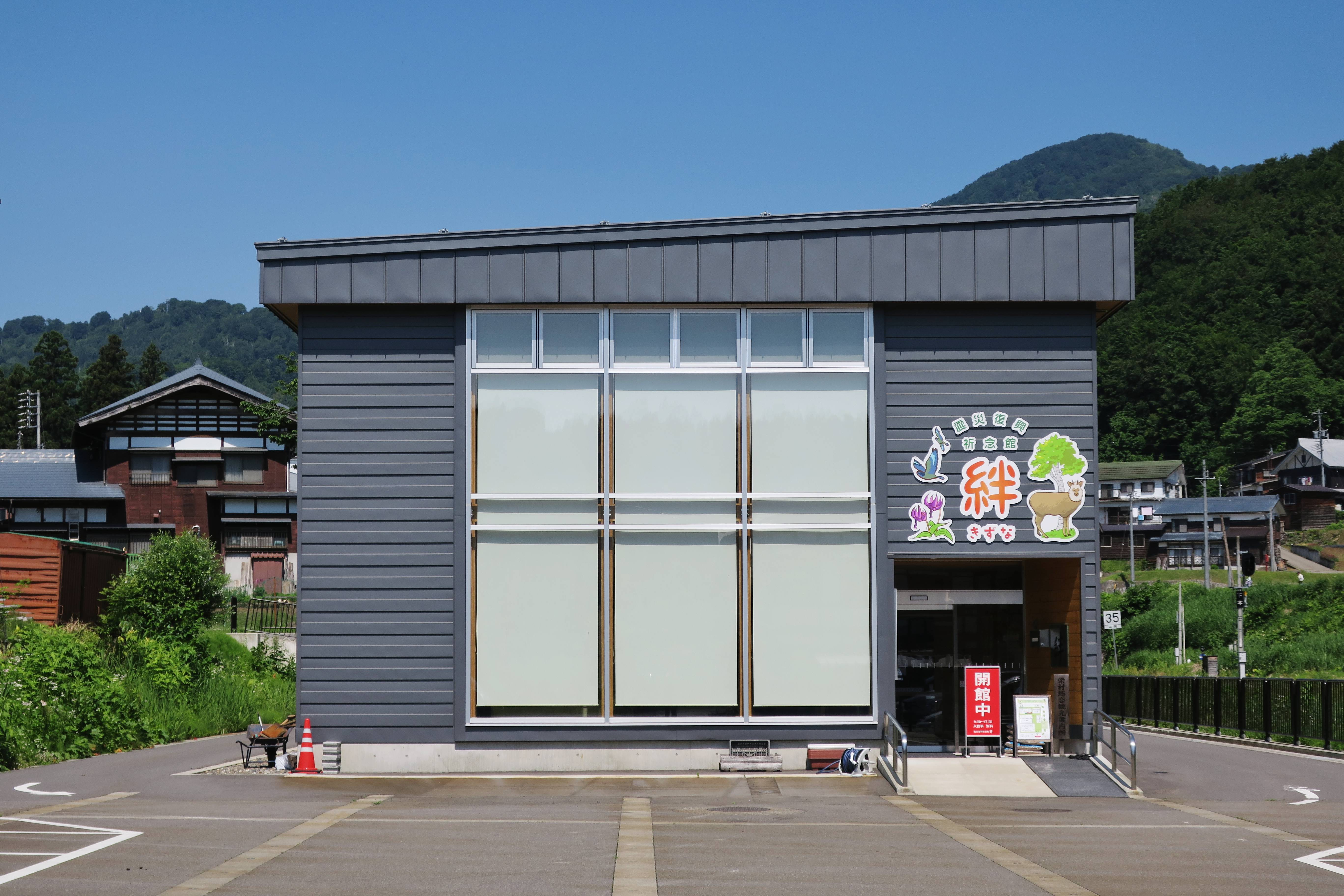
榮村震災復興禮堂
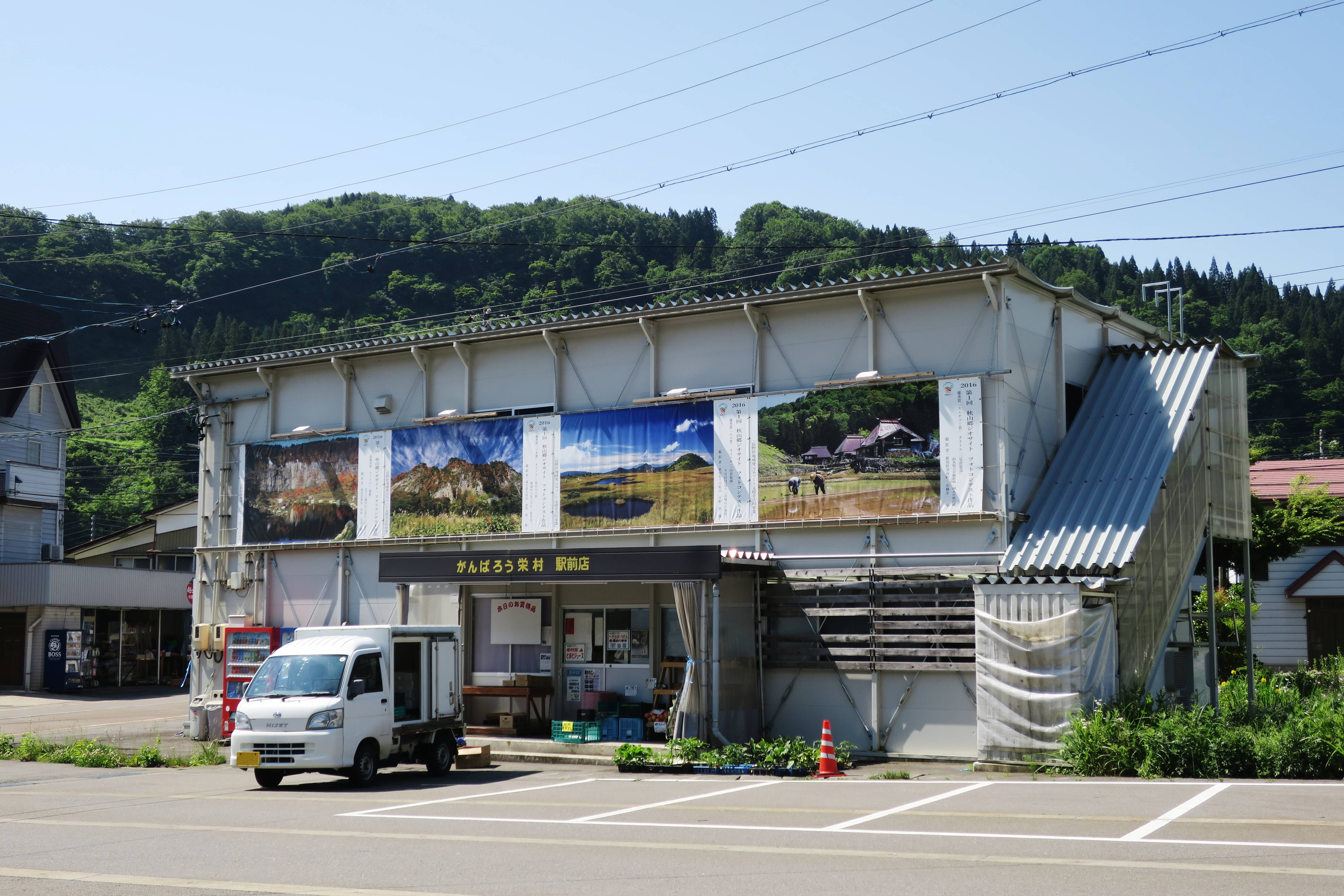
加油榮村

## 巴士路線
- 南越後觀光巴士

津南町內與周邊的巴士路線圖。此站附近前設有淺藍和藍色巴士路線。

  - 《急行》 森宮野原站～津南～清津峽～越後湯澤線
  - 津南～森宮野原～百之木線

## 相鄰車站
東日本旅客鐵道（JR東日本）
■飯山線
橫倉－森宮野原－足瀧

## 注腳

### 使用狀況
1. 1 2  各駅の乗車人員（2019年度） （页面存档备份，存于）（日語） - 東日本旅客鐵道
2. ↑  各駅の乗車人員（2000年度） （页面存档备份，存于）（日語） - 東日本旅客鐵道
3. ↑  各駅の乗車人員（2001年度） （页面存档备份，存于）（日語） - 東日本旅客鐵道
4. ↑  各駅の乗車人員（2002年度） （页面存档备份，存于）（日語） - 東日本旅客鐵道
5. ↑  各駅の乗車人員（2003年度） （页面存档备份，存于）（日語） - 東日本旅客鐵道
6. ↑  各駅の乗車人員（2004年度） （页面存档备份，存于）（日語） - 東日本旅客鐵道
7. ↑  各駅の乗車人員（2005年度） （页面存档备份，存于）（日語） - 東日本旅客鐵道
8. ↑  各駅の乗車人員（2006年度） （页面存档备份，存于）（日語） - 東日本旅客鐵道
9. ↑  各駅の乗車人員（2007年度） （页面存档备份，存于）（日語） - 東日本旅客鐵道
10. ↑  各駅の乗車人員（2008年度） （页面存档备份，存于）（日語） - 東日本旅客鐵道
11. ↑  各駅の乗車人員（2009年度） （页面存档备份，存于）（日語） - 東日本旅客鐵道
12. ↑  各駅の乗車人員（2010年度） （页面存档备份，存于）（日語） - 東日本旅客鐵道
13. ↑  各駅の乗車人員（2011年度） （页面存档备份，存于）（日語） - 東日本旅客鐵道
14. ↑  各駅の乗車人員（2012年度） （页面存档备份，存于）（日語） - 東日本旅客鐵道
15. ↑  各駅の乗車人員（2013年度） （页面存档备份，存于）（日語） - 東日本旅客鐵道
16. ↑  各駅の乗車人員（2014年度） （页面存档备份，存于）（日語） - 東日本旅客鐵道
17. ↑  各駅の乗車人員（2015年度） （页面存档备份，存于）（日語） - 東日本旅客鐵道
18. ↑  各駅の乗車人員（2016年度） （页面存档备份，存于）（日語） - 東日本旅客鐵道
19. ↑  各駅の乗車人員（2017年度） （页面存档备份，存于）（日語） - 東日本旅客鐵道
20. ↑  各駅の乗車人員（2018年度） （页面存档备份，存于）（日語） - 東日本旅客鐵道

## 外部連結
- 車站資訊（森宮野原）：東日本旅客鐵道（日語）